# Rouffiac (Charente Marítimo)
 Rouffiac  es una población y comuna francesa, situada en la región de Poitou-Charentes, departamento de Charente Marítimo, en el distrito de Saintes y cantón de Pons.

## Demografía
| 324 | 364 | 396 | 359 | 352 | 327 |
| Para los censos de 1962 a 1999 la población legal corresponde a la población sin duplicidades (Fuente: INSEE [Consultar]) |     |     |     |     |     |